# Грідж Мбок Баті
Грідж Інда Колетт Мбок Баті Нка (фр. Griedge Yinda Colette Mbock Bathy Nka; нар. 26 лютого 1995, Брест, Франція) — французька футболістка, центральна захисниця «Ліону» та національної збірної Франції.

## Клубна кар'єра
Народилася 26 лютого 1995 року в кварталі Понтанезен французького міста Брест в родині камерунських біженців. Дитинство провела в Жилерсі, з ранніх років захоплювалася футболом. У листопаді 2001 року записалася до футбольної секції місцевого клубу «Спортінг Клуб де Понта», за молодіжну команду якого виступала до листопада 2006 року.
Влітку 2006 року перейшла до іншої міської команди — «АС Брестуа», за яку виступала протягом чотирьох сезонів. Напередодні старту сезону 2010/11 років перейшла до клубу Першого дивізіону «Стад біруше». На початку наступного сезону команда змінила назву на «Генгам». У 2013 році консультанти та журналісти обрали Грідж найкращою молодою футболісткою 2013 року. У 2014 році обрана найкращою молодою футболісткою Першого дивізіону чемпіонату Франції разом із Сенді Толетті, а також разом з Венді Ренар потрапила до символічної збірної чемпіонату Франції.
У червні 2015 року приєдналася до «Ліона», з яким підписала 4-річний контракт і швидко стала гравцем основи. «Олімпік» заплатив 100 000 євро за захисницю національної збірної, що стало найдорожчим трансфером в історії жіночого чемпіонату Франції. У червні 2020 року перенесла операцію через важку травму ахіллового сухожилля. Наприкінці листопада 2020 року через неповне одужання Мбок змушена була перенести ще одну операцію, що відтермінувало її повернення до змагань на декілька місяців. Проте ця травма не завадила футболістці продовжити угоду з клубом.

## Кар'єра в збірній
На міжнародному рівні захищала кольори Франції з 2010 року, коли головний тренер дівочої збірної країни WU-17 Франсиско «Пако» Рубіо викликав юну футболістку на два товариські матчі (13 та 15 вересня) проти одноліток з Нідерландів. Мбок вийшла на поле в обох тих матчах. Потім виступала за збірну в кваліфікації чемпіонату Європи 2012 року. Захисниця допомогла француженкам впевнено пройти два кваліфікаційні раунди та пробитися до фінальної стадії. Збірна Франції WU-17 у півфіналі перемогла одноліток зі Швейцарії (5:1), а в фіналі зустрілася зі збірною Німеччини. Основний час матчу завершився з рахунком 1:1, а в серії післяматчевих пенальті перемогу здобули німкені. На цьому турнірі гравчиня отримала Золотий м'яч.
У серпні 2013 року будучи капітаном молодіжної збірної Франції стала переможницею молодіжного чемпіонату Європи 2013 року. Грідж не змогла зіграти у вирішальному матчі через видалення в півфінальному поєдинку. А в жовтні того ж року отримала дебютний виклик до національної збірної Франції. Вперше за головну жіночу збірну Франції зіграла 23 листопада 2013 року в поєдинку кваліфікації чемпіонату світу 2015 року проти Болгарії. Баті вийшла на поле на 79-ій хвилині замість Сабріни Деланной, допомігши Франції перемогти з рахунком 10:0.
У серпні 2014 року зайняла третє місце на молодіжному чемпіонаті світу в Канаді, де отримала срібний м'яч.
У квітні 2015 року обрана серед 23 гравчинь, які повинні були поїхати на жіночий чемпіонат світу 2015.
У 2016 році опипнилася в списку гравчинь, які поїхали на Олімпійські ігри.
Першими голами за збірну Франції відзначилася 22 січня 2017 року в переможному (2:0) матчі проти Південної Африки на острові Реюньйон.
2 травня 2019 року викликана до списку 23-ох гравчинь для виступів на чемпіонаті світу 2019, де вона виступала в центрі захисту разом з Венді Ренар.

## Особисте життя
Має двох братів, які також займаються футболом: Ерван — у «Стад дю Шаланс» та Г'янга — у «Бресті».

## Статистика виступів

### Клубна
Станом на 31 жовтня 2018.
| Сезон                           | Команда                         | Чемпіонат                       | Чемпіонат | Чемпіонат | Нац. кубок | Нац. кубок | Нац. кубок | Єврокубки | Єврокубки | Єврокубки | Інші кубки | Інші кубки | Інші кубки | Загалом | Загалом |
| Сезон                           | Команда                         | Див                             | Матчі     | Голи      | Див        | Матчі      | Голи       | Див       | Матчі     | Голи      | Див        | Матчі      | Голи       | Матчі   | Голи    |
| ------------------------------- | ------------------------------- | ------------------------------- | --------- | --------- | ---------- | ---------- | ---------- | --------- | --------- | --------- | ---------- | ---------- | ---------- | ------- | ------- |
| 2010-2011                       | «Стад біруше»                   | Д1                              | 17        | 0         | КФ         | -          | -          | -         | -         | -         | -          | -          | -          | 17      | 0       |
| 2011-2012                       | «Генгам»                        | Д1                              | 13        | 1         | КФ         | 1          | 0          | -         | -         | -         | -          | -          | -          | 14      | 1       |
| 2012-2013                       | «Генгам»                        | Д1                              | 16        | 0         | КФ         | 2          | 0          | -         | -         | -         | -          | -          | -          | 18      | 0       |
| 2013-2014                       | «Генгам»                        | Д1                              | 19        | 3         | КФ         | 0          | 0          | -         | -         | -         | -          | -          | -          | 19      | 3       |
| 2014-2015                       | «Генгам»                        | Д1                              | 21        | 5         | КФ         | 4          | 0          | -         | -         | -         | -          | -          | -          | 25      | 5       |
| Загалом за «Стад Біруше/Генгам» | Загалом за «Стад Біруше/Генгам» | Загалом за «Стад Біруше/Генгам» | 86        | 9         |            | 7          | 0          |           | -         | -         |            | -          | -          | 93      | 9       |
| 2015-2016                       | «Ліон»                          | Д1                              | 20        | 3         | КФ         | 5          | 3          | ЖЛЧУ      | 9         | 2         | -          | -          | -          | 34      | 8       |
| 2016-2017                       | «Ліон»                          | Д1                              | 17        | 3         | КФ         | 2          | 0          | ЖЛЧУ      | 6         | 1         | -          | -          | -          | 25      | 4       |
| 2017-2018                       | «Ліон»                          | Д1                              | 15        | 3         | КФ         | 3          | 2          | ЖЛЧУ      | 7         | 0         | -          | -          | -          | 25      | 5       |
| 2018-2019                       | «Ліон»                          | Д1                              | 6         | 1         | КФ         | 0          | 0          | ЖЛЧУ      | 4         | 1         | -          | -          | -          | 10      | 2       |
| Загалом за «Ліон»               | Загалом за «Ліон»               | Загалом за «Ліон»               | 68        | 10        |            | 10         | 5          |           | 26        | 4         |            | -          | -          | 94      | 19      |
| Усього за кар'єру               | Усього за кар'єру               | Усього за кар'єру               | 154       | 19        |            | 17         | 5          |           | 26        | 4         |            | -          | -          | 187     | 28      |

## Досягнення

### Клубні
«Ліон»
- Ліга 1
  -  Чемпіон (5): 2015/16, 2016/17, 2017/18, 2018/19, 2019/20

- Кубок Франції
  -  Володар (3): 2015/16, 2016/17, 2018/19

- Трофей чемпіонів Франції
  -  Володар (1): 2019

- Ліга чемпіонів УЄФА
  -  Чемпіон (4): 2015/16, 2016/17, 2017/18, 2018/19

### У збірній
- SheBelieves Cup
  -  Володар (1): 2017

- Жіночий чемпіонат Європи (U-17)
  -  Володар (1): 2012

- Жіночий чемпіонат Європи (U-19)
  -  Володар (1): 2013

### Індивідуальні
- Футболіст року в Франції за версією НСПФ (1): 2016